# Grodd

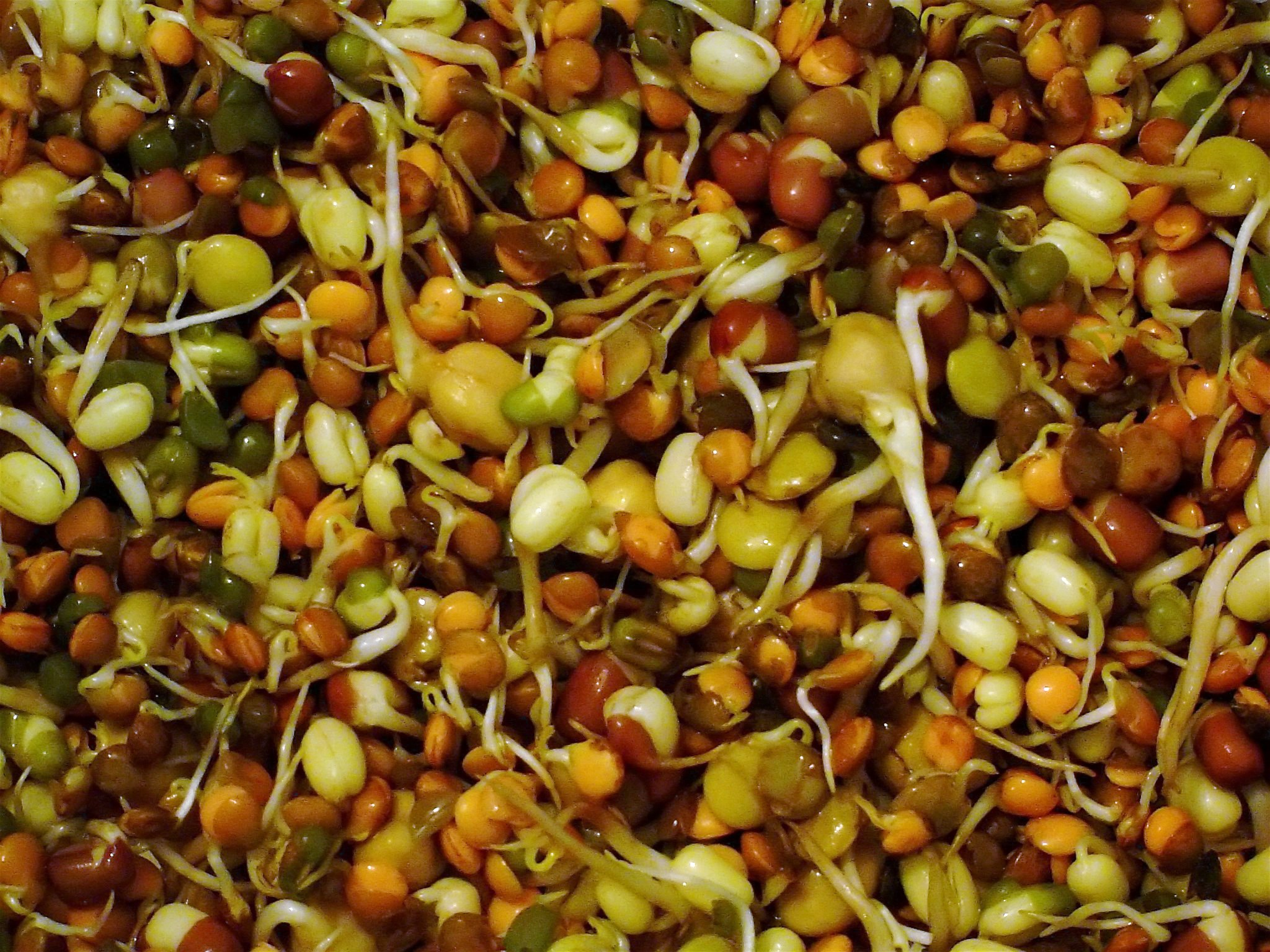
Blandade groddar av bönor och linser

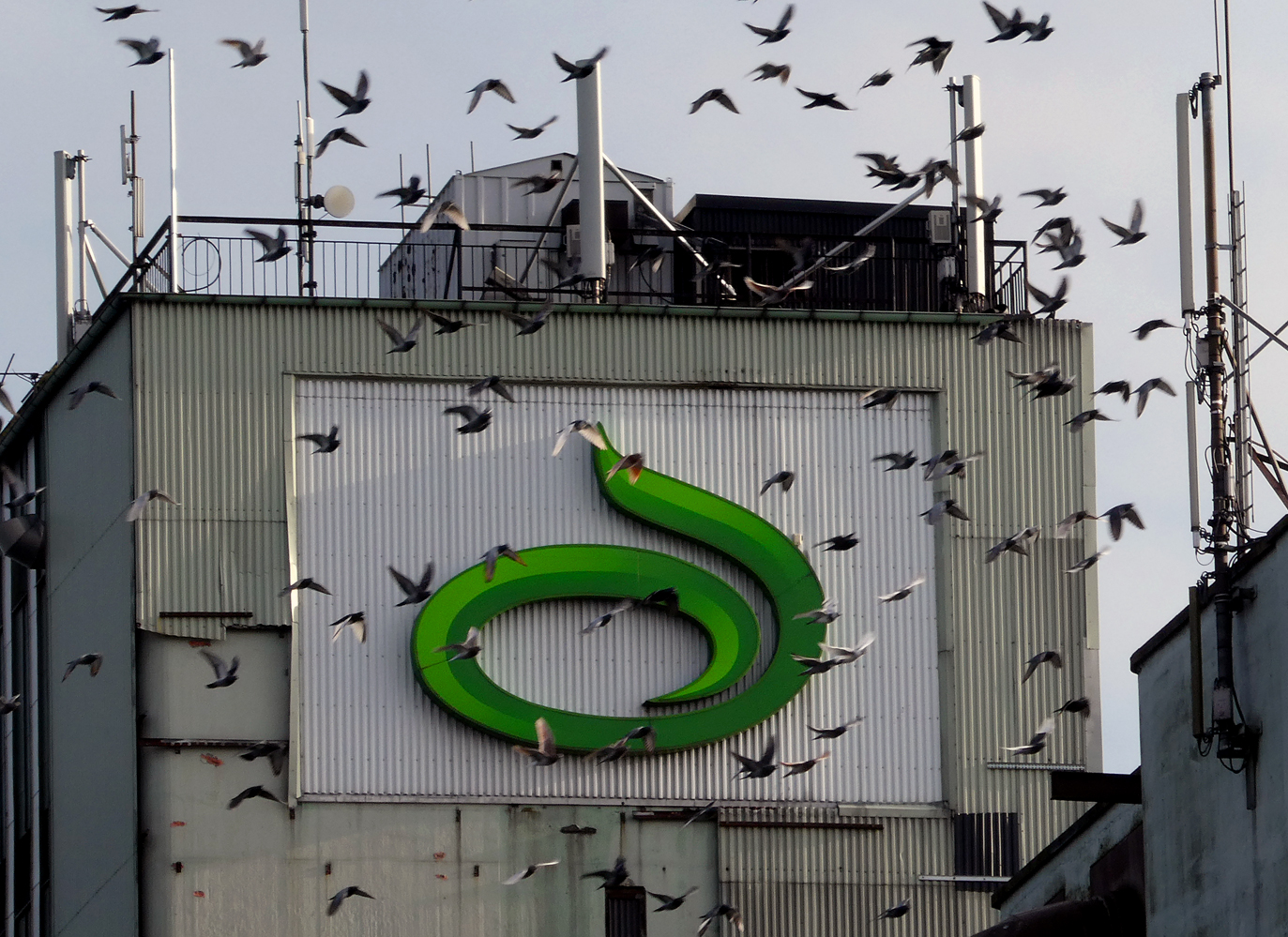
Lantmännens logotyp i form av en grodd på en silo i Ystads hamn.

En grodd är växters motsvarighet till djurens embryon. Groddar uppstår när ett frö hamnar i en gynnsam omgivning. Ofta innebär det tillgång till vatten, luft, mull och ljus från solen.
Groddar från till exempel krasse, bönor eller linser är populära och nyttiga grönsaker, som ofta groddas i hemmen. I exempelvis kinesisk matlagning steks ofta groddarna, medan man i Europa oftast äter dem som råkost.